# 동학당 조목
동학당 조목(東學黨條目)은 동학 혁명이 일어났을 때 정부에 대한 동학군의 요구 조건이다.

## 내용
내용은 모두 13조로 되어 있다.
1. 전운영(戰運營)을 폐지하고 옛날대로 읍으로부터 상납하게 할 것
2. 균전어사(均田御使)를 폐지할 것
3. 탐관오리는 벌을 주고 축출할 것
4. 각 읍의 향리 중 천금(千金)을 포탈한 자는 죽이고, 족징(族徵)을 받지 말 것
5. 춘추 두 번에 호역전(戶役錢)은 옛날대로 매호 한 냥씩 정할 것
6. 여러 가지 지급(支給)과 징수를 공평하게 하고 함부로 남용하지 말 것
7. 각 포구에서 사사로이 쌀을 무역하는 것을 금할 것
8. 각 읍 수령이 그 지방의 산을 이용하며 전답을 사는 것을 금할 것
9. 각 국의 상인은 각 항구에서 매매하고 도성에 들어와 시장을 설치하거나 임의로 다니면서 장사하는 것을 금할 것
10. 행보상(行補商)은 폐해가 많으니 개혁하고 벌을 줄 것
11. 각 읍의 방(房)에 서리를 등용할 때 돈을 받아들이는 것을 금하고 적당한 인물을 택하여 임명할 것
12. 간신들이 농락하여 국사가 날로 잘못되니 매관(賣官)하는 자는 벌을 줄 것
13. 왜인과 양인을 몰아낼 것 등

## 평가
이것으로 당시의 사회 상태와 반란의 원인을 알아볼 수 있으며, 뒤의 폐정개혁 조목과 대조해 봄으로써 동학 혁명의 성격이 어떻게 변화되었는가를 알아볼 수 있는 좋은 자료이다.

## 참고 자료
- 이 문서에는 다음커뮤니케이션(현 카카오)에서 GFDL 또는 CC-SA 라이선스로 배포한 글로벌 세계대백과사전의 "동학혁명" 항목을 기초로 작성된 글이 포함되어 있습니다.